# Armée royale cambodgienne
L'Armée royal cambodgienne (កងទ័ពជើងគោក, Kâng Toăp Cheung Koŭk ; litt. Armée) est la composante terrestre des Forces armées royales khmères, elle est composée de 75 000 hommes constituant 11 divisions d'infanterie avec un soutien blindé et d'artillerie. L'armée royale est sous la jurisdiction du Ministère de la défense nationale (en).

## Histoire

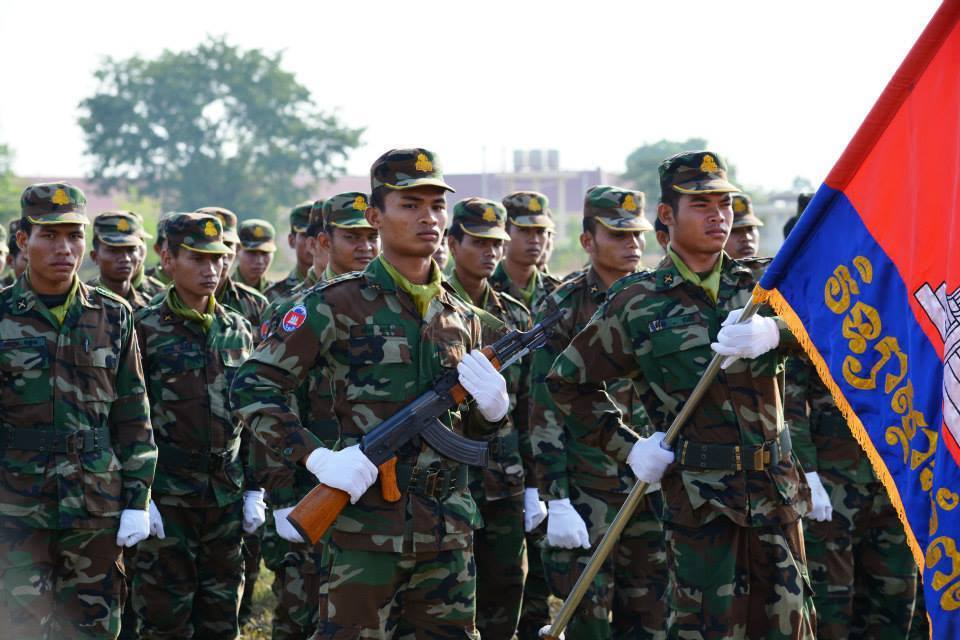
Soldats de l'Armée royale cambodgienne en 2014.

Bien que l'histoire de l'Armée royale cambodgienne remonte à l'indépendance de 1953, son organisation actuelle date de l'unification de l'armée communiste et de deux mouvements de résistance lors de la restauration du royaume en 1993.

## Structure
Le commandant en chef de l'Armée royale cambodgienne est Mao Sophan depuis 2023.
Le Cambodge est divisé en six régions militaires elles mêmes constituées de 3 à 4 provinces :

carte des régions militaires cambodgiennes.

- 1re Région militaire (យោធភូមិភាគទី១): Le quartier général est à Stoeng Treng et contient les provinces de Stoeng Treng, Kratie, Rotanah Kiri et Mondol Kiri.
- 2e Région militaire (យោធភូមិភាគទី២): Le quartier général est à  Kampong Cham et contient les provinces de Kampong Cham, Prey Veng et Svay Rieng.
- 3e Région militaire (យោធភូមិភាគទី៣): Le quartier général est à Kampong Spoe et contient les provinces de Kampong Spoe, Takeo, Kampot, Sihanoukville, Kaoh Kong et Kep.
- 4e Région militaire (យោធភូមិភាគទី៤): Le quartier général est à Siem Reap et contient les provinces de Siem Reap, Otdar Mean Cheay, Preah Vihear, and Kampong Thom.
- 5e Région militaire (យោធភូមិភាគទី៥): Le quartier général est à Battambang et contient les provinces de Battambang, Pouthisat, Banteay Mean Chey et Pailin.
- Région militaire spéciale (យោធភូមិភាគពិសេស): Le quartier général est dans la capitale, Phnom Penh et contient les provinces de Kampong Chhnang, Kandal et la municipalité de Phnom Penh.

Chaque région militaire est sous le commandement d'un major-général assisté d'un brigadier-général. Il y a dans chaque province une base militaire appelée zone d'opération militaire, sous le commandment d'un colonel.

## Équipement
L'armée cambodgienne est équipée d'environs 200 chars de conception soviétique et chinoise et d'environs 400 pièces d'artillerie.

## Opérations de maintient de la paix
L'Armée royale cambodgienne a envoyé du personnel dans des opérations de maintient de la paix de l'ONU dans différents pays. Il s'agit principalement se sapeurs et d'équipes logistiques. Un total de 6 822 soldats don 369 femmes on été envoyées dans 9 pays :
- République centrafricaine
- Tchad
- Chypre
- Liban
- Mali
- Soudan du Sud
- Soudan
- Syrie
- Yémen